# 朝鮮民主主義人民共和國國籍法
《朝鮮民主主義人民共和國國籍法》是界定朝鲜民主主义人民共和国公民的法律。

## 歷史
朝鮮民主主義人民共和國直到1963年才有正式的國籍法。這導致了從國際法角度看來極不尋常的情況，最顯著的是苏联單方面宣佈庫頁島朝鮮族是朝鮮民主主義人民共和國公民——一個主權國家在沒有任何協商的情況下就向其居民授予了另一個主權國家的公民身份。
1963年10月9日，首部國籍法通過，其對國籍的定義相當寬泛。具體來說，該法宣稱其頒佈前就有廣義朝鮮籍的任何人及其後代，都是朝鮮民主主義人民共和國公民。由於以往沒有放棄朝鮮籍的明確程序，而且少有人走過這樣的正式程序，每位朝僑都有可能視為該國公民。新法律還規定，外國人可以透過归化獲得該國國籍。該法於1995年3月23日修訂。
該法允許多重國籍，並指明與他國的國籍條約優先於該法。由於朝鮮民主主義人民共和國與日本未實現邦交正常化，前者要求有雙重國籍的在日朝鮮人放棄日本國籍，只保留日本法務省不承認的朝鮮民主主義人民共和國國籍。該國籍在法律上也可放棄，此時朝鮮民主主義人民共和國簽發國籍喪失證書，而前公民試圖入籍的其他國家可能會要求提供這種證書。然而，據大韩民国媒體報導，從2011年起，獲取此類證書變得更加困難。

## 歸化
朝鮮民主主義人民共和國法律規定，任何希望归化為該國公民者均應向最高人民会议提出申請。由於最高人民會議是橡皮圖章立法機關，實際批准權在時任國家最高領導人。沒有朝鮮族親屬的歸化者將獲「外國人」的出身成分，並且無需參加思想訓練班。
歸化者主要有四類：蘇聯高麗人、華僑、受遣返在日朝鮮人的日籍妻子、其他自發歸化者。

### 引用
1. 1 2 3  Ginsburgs 1983，第319頁
2. ↑  Kim 1972，第324頁
3. ↑  , 中央日報, 2006-06-28  [2011-01-17], （原始内容存档于2021-02-15）
4. ↑  Kim 1972，第325–326頁
5. ↑  , 朝鲜新报, 1999-03-25  [2011-01-17], （原始内容存档于2012-04-07）
6. ↑  , 朝鮮日報, 2011-01-07  [2011-01-17], （原始内容存档于2021-04-21）
7. 1 2  . NK News - North Korea News. 2015-05-01  [2020-01-11]. （原始内容存档于2021-02-15） （美国英语）.

### 來源
- Ginsburgs, George, , Law in Eastern Europe #25, Brill, 1983, ISBN 978-90-247-2863-3
- Kim, Chin, , International Law, 1972, 6 (34)  [2021-12-26], （原始内容存档于2016-11-30）

## 外部連結
- 朝鮮語维基文库中与本条目相关的原始文献：國籍法 (朝鮮民主主義人民共和國)
- 中文维基文库中与本条目相关的原始文献：朝鲜民主主义人民共和国国籍法